# Paris Saint-Germain Football Club 1977-1978
Questa voce raccoglie le informazioni riguardanti il Paris Saint-Germain Football Club nelle competizioni ufficiali della stagione 1977-1978.

## Stagione
La stagione 1977-1978, che vide il Paris Saint-Germain classificarsi all'undicesimo posto in Division 1 grazie all'apporto del neoacquisto Carlos Bianchi (vincitore per la terza volta consecutiva della classifica cannonieri con 37 reti), fu caratterizzata da uno scandalo che costrinse il presidente Daniel Hechter ad abbandonare la guida della società in luogo di Francis Borrelli.

## Maglie e sponsor
Viene introdotta una terza divisa di colore bianco con striscia blu e rossa a destra, simile a quella utilizzata come seconda divisa nella stagione 1973-74. Il fornitore tecnico (Le Coq Sportif) e lo sponsor ufficiale (RTL) vengono confermati.
| Manica sinistra · Maglietta · Manica destra · Pantaloncini · Calzettoni | Manica sinistra · Maglietta · Maglietta · Manica destra · Pantaloncini · Calzettoni | Manica sinistra · Maglietta · Maglietta · Manica destra · Pantaloncini · Calzettoni |

## Organigramma societario
Area direttiva
- Presidente: Daniel Hechter, dal 9 gennaio[1] Francis Borelli

Area tecnica
- Allenatore: Jean-Michel Larqué

## Rosa
| N. |                      | Ruolo | Calciatore         |
| -- | -------------------- | ----- | ------------------ |
|    | Francia (bandiera)   | P     | Daniel Bernard     |
|    | Francia (bandiera)   | P     | Michel Bensoussan  |
|    | Francia (bandiera)   | D     | Pierre Bajoc       |
|    | Argentina (bandiera) | D     | Ramón Heredia      |
|    | Francia (bandiera)   | D     | Philippe Jean      |
|    | Francia (bandiera)   | D     | Pierre Lokoli      |
|    | Francia (bandiera)   | D     | Thierry Morin      |
|    | Francia (bandiera)   | D     | Éric Renaut        |
|    | Francia (bandiera)   | D     | Jean-Marc Pilorget |
|    | Francia (bandiera)   | D     | Jean-Pierre Adams  |
|    | Francia (bandiera)   | D     | Franck Tanasi      |
|    | Francia (bandiera)   | D     | Didier Toffolo     |
|    | Francia (bandiera)   | C     | Jacky Laposte      |

| N. |                              | Ruolo | Calciatore                 |
| -- | ---------------------------- | ----- | -------------------------- |
|    | Francia (bandiera)           | C     | Jean-Michel Larqué         |
|    | Francia (bandiera)           | C     | Jean-Claude Lemoult        |
|    | Francia (bandiera)           | C     | Bernard Moraly             |
|    | Francia (bandiera)           | C     | Gilles Brisson             |
|    | Francia (bandiera)           | C     | Lionel Justier             |
|    | Francia (bandiera)           | A     | François Brisson           |
|    | Algeria (bandiera)           | A     | Mustapha Dahleb (capitano) |
|    | Congo-Brazzaville (bandiera) | A     | François M'Pelé            |
|    | Francia (bandiera)           | A     | Philippe Redon             |
|    | Camerun (bandiera)           | A     | Jean-Pierre Tokoto         |
|    | Argentina (bandiera)         | A     | Carlos Bianchi             |
|    | Francia (bandiera)           | A     | Hervé Porquet              |
|    | Francia (bandiera)           | A     | Patrice Reverdy            |

## Statistiche

### Statistiche di squadra
| Competizione     | Punti | Totale | Totale | Totale | Totale | Totale | Totale | DR  |
| Competizione     | Punti | G      | V      | N      | P      | Gf     | Gs     | DR  |
| ---------------- | ----- | ------ | ------ | ------ | ------ | ------ | ------ | --- |
| Division 1       | 36    | 38     | 14     | 8      | 16     | 75     | 66     | +9  |
| Coppa di Francia | -     | 3      | 1      | 1      | 1      | 6      | 5      | +1  |
| Totale           |       | 41     | 15     | 9      | 17     | 80     | 71     | +10 |